# Pterartoriola lativittata
Pterartoriola lativittata là một loài nhện trong họ Lycosidae.
Loài này thuộc chi Pterartoriola. Pterartoriola lativittata được William Frederick Purcell miêu tả năm 1903.